# Apterona orientalis
Apterona orientalis är en fjärilsart som beskrevs av Igor Kozhanchikov 1956. Apterona orientalis ingår i släktet Apterona och familjen säckspinnare. Inga underarter finns listade i Catalogue of Life.